# Chiesa di San Michele Arcangelo (Padova, Pozzoveggiani)
La chiesa di San Michele Arcangelo è una chiesa cattolica di origine medievale, situata a Pozzoveggiani, località compresa nella frazione Salboro di Padova (a circa 5 km dal centro storico, lungo il vecchio tracciato della via Annia).

## Storia
Una prima chiesa venne edificata tra il VI-VII secolo era una semplice cella sue dimensioni ridotte e di forma cubica ed aveva un anomalo orientamento con la facciata rivolta ad est e l'abside ad ovest. La chiesa fu ampliata nel XII secolo con impianto basilicale a tre navate e tre absidi semicircolari e facciata a forma di capanna.
La chiesa è degna di nota per due cicli di affreschi, resti della cella primitiva e dell'abside antico: il primo gruppo è datato X-XI secolo e raffigura gli apostoli posti tra gli archi di un colonnato; le figure presentano i caratteri tipici del periodo carolingio-ottoniano. Il secondo gruppo si trova nell'abside, dove vi è un Cristo Pantocratore affiancato dai simboli degli Evangelisti (tetramorfo) e teoria di santi ed apostoli, un pellicano che nutre i suoi piccoli; questo gruppo risale al XII-XIII secolo. Dietro l'altare sono affrescati dei cavalieri armati, un pavone cacciato da una figura metà uomo e metà uccello, una civetta, simbolo raramente rappresentato all'interno delle chiese, in quanto rimanda al paganesimo e al culto della dea Atena, dea della saggezza (un esempio è presente nella chiesa di Notre Dame a Digione).

## Gallerie d'immagini

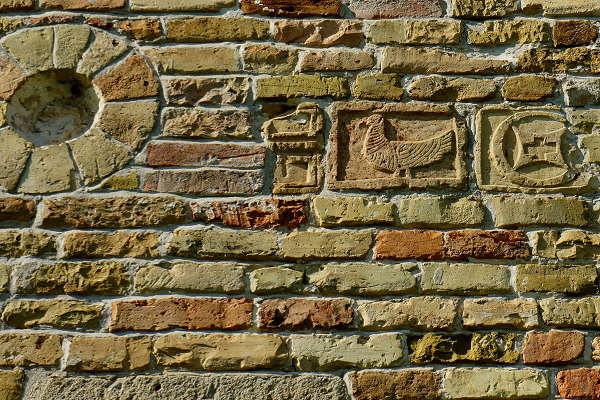
Esterno, spolia, formelle di epoca paleocristiana
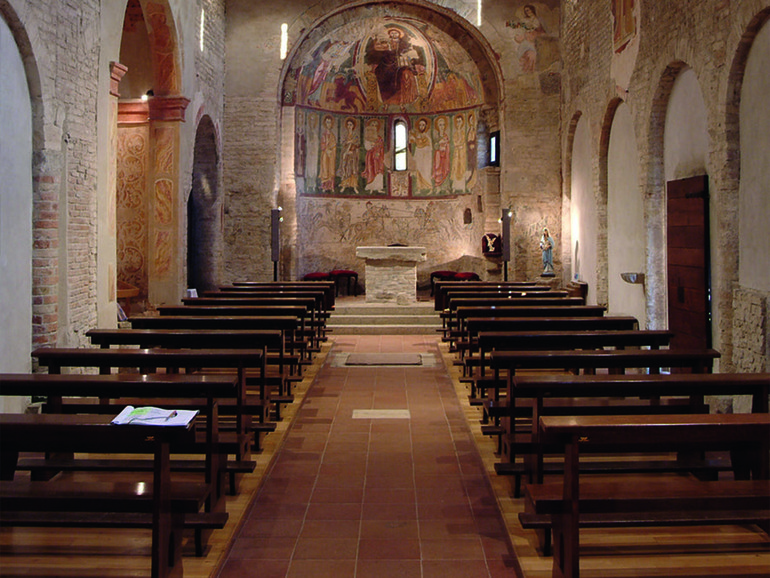
Interno
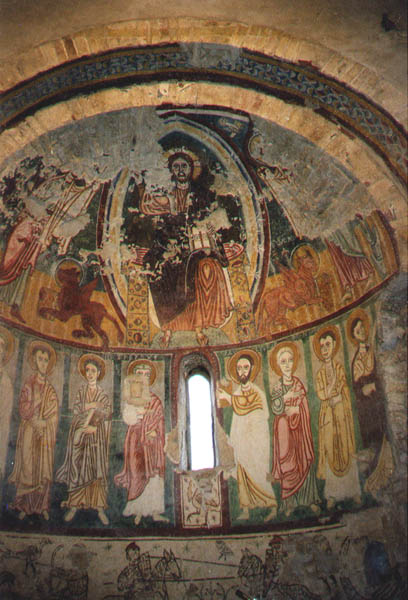
Interno, gli affreschi presenti nella parete dell'abside